# 北西会社
北西会社（ほくせいがいしゃ、ノース・ウェスト・カンパニー、英語：North West Company）は、1779年から1821年までの間存在した、モントリオールに本拠を置く毛皮交易会社。後にカナダ西部となる地域で、ハドソン湾会社と激しく商業上の競争を繰り広げた。北西会社はカナダの西部や北部の探検を成し遂げた一方、ハドソン湾会社との間には緊張が高まり、小ぜりあいが頻発し交戦状態にまで至ったため、両社はイギリス政府の圧力で統合させられ、北西会社がハドソン湾会社に吸収された。ハドソン湾会社は現在でもカナダ最大の小売企業として存続している。

## 創業

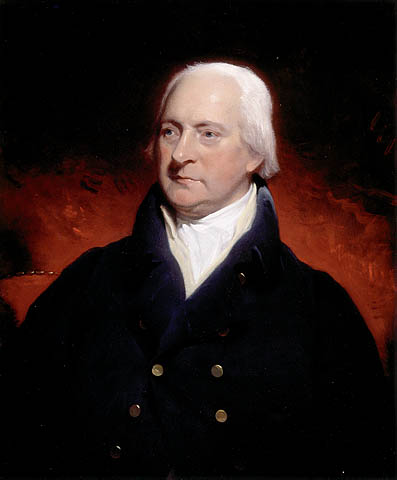
サイモン・マクタヴィッシュ

北西会社に言及した資料には、古くは1770年にさかのぼるものもあるが、北西会社の組織に関する最も古い記録は、1779年に形成された16人の株主による会社組織に関するものである。これは北アメリカ大陸の毛皮交易を独占するハドソン湾会社による抑圧を打破しようとする幾人かのモントリオール商人たちが作ったものであるが、当初は商人たちの緩い集まりにすぎなかった。1783年、商人のベンジャミン・フロビッシャー（Benjamin Frobisher）、その兄弟のジョゼフ・フロビッシャー、同じく商人のサイモン・マクタヴィッシュ（Simon McTavish）、その他投資者であるロバート・グラント（Robert Grant）、ニコラス・モントゥール（Nicholas Montour）、パトリック・スモール（Patrick Small）、ウィリアム・ホームズ（William Holmes）、ジョージ・マクベス（George McBeath）らによってモントリオールに北西会社が公式に設立された。彼らは五大湖以北の寒い土地にはより良質な毛皮の動物が非常にたくさんいることを知っており、オタワ川からジョージア湾に入り五大湖を横断してマニトバ湖方面へ至るという、利益の大きな毛皮産地への経路を活用した。
1787年にはグレゴリー・マクレオド・アンド・カンパニー（Gregory, McLeod and Co.）を合併し、ロデリック・マッケンジー（Roderick Mackenzie）が加わった。その従兄弟のアレクサンダー・マッケンジー（Alexander Mackenzie）も北西会社に加わり、奥地に住む先住民の猟師たちと実際の毛皮取引を行う冒険商人たち（越冬組、wintering partners と呼ばれる）の監督を行った。スペリオル湖岸のミネソタ州東北端のグランド・ポーテージ（Grand Portage）が、これらの商人たちと、モントリオールから船で来る北西会社の社員が毛皮取引をする拠点になっていた。1803年には毛皮取引の拠点は同じくスペリオル湖岸でアメリカ合衆国の国境より北にあるフォート・ウィリアム（Fort William）に移った。北西会社の営業範囲はサイモン・フレーザー（Simon Fraser）による西部探検やデイヴィッド・トンプソン（David Thompson）による探検、アレクサンダー・マッケンジーによる探検によってアサバスカ湖周辺にまで拡大した。これらの探検家はロッキー山脈の原野を横断し、ついにはカナダ太平洋岸のジョージア海峡にまで至った。

## サイモン・マクタヴィッシュの支配

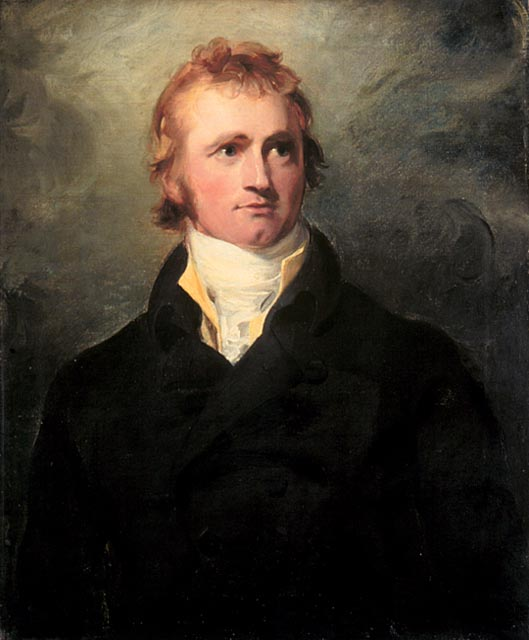
アレクサンダー・マッケンジー

創業者の一人ベンジャミン・フロビッシャーが没すると、サイモン・マクタヴィッシュはフロビッシャーの兄ジョゼフと取引を行い北西会社の乗っ取りを始めた。1787年11月にマクタヴィッシュ・フロビッシャー・アンド・カンパニーが設立され、北西会社の株式20株のうち11株を手にした。アレクサンダー・マッケンジーや、アメリカ人のピーター・ポンド（Peter Pond）、アレクサンダー・ヘンリー（Alexander Henry）も彼らの仲間となった。1795年、および1802年にもパートナーシップは再編され、株は分割されて現地の冒険商人たち（wintering partners）の取り分がますます増えた。1792年、マクタヴィッシュとジョン・フレイザー（John Fraser）はロンドンにマクタヴィッシュ・フレイザー・アンド・カンパニーを設立し、イギリスからモントリオールへの物資輸入とイギリスでの毛皮販売も手がけ、ビジネスの垂直統合に成功した。
北西会社はイングランド系やスコットランド系のケベック在住者が設立したが、ケベックにはフランス系人も多く、マクタヴィッシュもジョゼフ・フロビッシャーもフランス系女性と結婚し、社内ではフランス系の人々がカナダ各地にある交易拠点の建設・経営・所有を行い、先住民との毛皮取引のために奥地を旅していた。
北西会社は北西方向はグレートベア湖周辺へ、西へはロッキー山脈の反対側にまで営業範囲を伸ばした。さらにイギリス東インド会社が独占する清との貿易に食い込むため、アメリカ籍の船を使って中国と毛皮を直接取引する取り組みも進めたが、大きな利益は得られなかった。さらに1795年にはジャック・ビュー（Jacques Vieau）がミルウォーキーに交易拠点を、キウォーニー（Kewaunee）、マニトワック（Manitowoc）、シボイガン（Sheboygan）に前哨を置くことでアメリカの北西部領土へも進出した。ミルウォーキーにはじめて入植した白人はビューであり、その娘と結婚したサロモン・ジュノー（Salomon Juneau）が街へと発展させた。1796年には成長する世界市場への対応のため、また市場で重要な役割を果たす国際政治への対応のため、短い期間ニューヨークに拠点を移した。しかし、北西会社のライバルであるハドソン湾会社は良質な毛皮産地を多く含むルパート・ランドでの独占を勅許で定められており、北西会社はハドソン湾会社との競争で著しい不利にあった。北西会社はイギリス内閣に掛け合ってこの不利な状況を改めてもらおうとし、最低でも、先住民との毛皮の物々交換に必要な物資や商品を西部の交易拠点まで運ぶための航行権は認めてもらおうとした。マクタヴィッシュはイギリス首相ウィリアム・ピットのもとに陳情に赴いたが、要求はすべて拒否された。
それから数年の後、ハドソン湾会社による抑圧を解決する方法を未だ見出せずにいたマクタヴィッシュたちは賭けに出た。彼らはモントリオールからハドソン湾南部のジェームズ湾へ陸路で向かい、ハドソン湾沿いを海から探検しようとしたのである。1803年9月、陸路を探検した一行はジェームズ湾南部のカールトン島（Charlton Island、現在はヌナヴト準州）で自社船舶と合流し、この一帯を北西会社の領土であると主張した。ハドソン湾会社は自社領地で行われたこの大胆な行動に警戒心を高めた。マクタヴィッシュは交渉によりハドソン湾会社から合理的な妥協を引き出せると見込んでいたが、逆にハドソン湾会社からの報復を受けた。

## ウィリアム・マクギリヴレイの経営
サイモン・マクタヴィッシュは一族を会社に登用したが、マクタヴィッシュにとっては縁故より能力のほうが重要であった。彼の義理の兄弟シャルル・シャボワーユ（Charles Chaboillez）はレッドリバー下流の交易拠点を監督した。マクタヴィッシュはいとこ数人を雇い、さらに甥のウィリアム・マクギリヴレイ（William McGillivray）とダンカン・マクギリヴレイ（Duncan McGillivray）に仕事を覚えさせた。ウィリアム・マクギリヴレイはビジネスで慧眼を発揮し、1788年にピーター・ポンドが引退するとその持分を取得した。ウィリアム・マクギリヴレイはその直後、グランド・ポーテージでの毎年の例会の席で叔父であるマクタヴィッシュをモントリオールの支配人に復活させている。
マクタヴィッシュは攻撃的な実業家で、ビジネスの世界での強者とはいつでも他人の弱点を攻撃する備えがある者であるということを理解していたが、彼の野心と権力は会社のパートナーたちとの不一致を起こし、数人が1970年代のうちに北西会社を去った。そのうちの数人は自分たちの会社を興した。彼らが毛皮の梱包に使った商標からこの会社は非公式に「XY会社」と呼ばれたが、1799年より北西会社の営業地域で毛皮の交換を開始した。探険家・政治家として成功していたアレクサンダー・マッケンジーは1801年にこの会社に合流したため、勢力は拡大した。両社の争いはエスカレートし、グレートベア湖の北西会社拠点の長はXY会社の従業員との争いのさなか銃撃されるに至った。
北西会社がライバル企業と激しく競争を行っていた1804年7月6日、サイモン・マクタヴィッシュは世を去り、ウィリアム・マクギリヴレイが新社長となり、XY会社との5年にわたる抗争に終止符を打つべく行動した。同年11月、XY会社との合意を成立させ、旧北西会社のパートナーが新会社の75%を、旧XY会社のパートナーが25%を所有することになった（アレクサンダー・マッケンジーはこのパートナーシップから除外された）。
ウィリアム・マクギリヴレイのもと、1800年代には営業地域を拡大し会社は大きく伸びた。しかしハドソン湾会社との競争は以前激しく、利ざやも縮小していった。北西会社のニューヨーク支店はジョン・ジェイコブ・アスターと協力し、アメリカ船籍の船を所有し運用することで、イギリス東インド会社の独占を回避して中国市場へ毛皮を輸出した。しかしアスターは、かつてのサイモン・マクタヴィッシュ同様攻撃的な性格で、ウィリアム・マクギリヴレイとの間では東洋貿易の方針や、まだ誰も領有を宣言していなかったオレゴン・カントリーのコロンビア川流域への勢力拡大などについて激しく対立した。

## 毛皮交易の曲がり角と紛争
1806年、ナポレオン・ボナパルトによる大陸封鎖令でバルト海とイギリスとの間の経済封鎖が行われた。さらにイギリスとアメリカとの対立も激化し、1809年には非国交法（Non-Intercourse Act）がアメリカで成立し米英間の交易も停止した。これによりカナダの毛皮交易の環境が大きく変化した。当時、イギリスは木材のほとんどをバルト海沿岸諸国、およびアメリカ東海岸のニューハンプシャー州とマサチューセッツ州に頼っていた。イギリスはカナダ植民地に木材を求め、特に船のマストに使うマツ材を輸入した。こうして、カナダの最大の輸出品が毛皮から木材・木製品へと劇的に変化してしまった。しかしなお重量の割に金額の大きな毛皮は利益の大きな商品であり、カナダ商人が英国に送金する際にも不足がちの貨幣の代わりに毛皮が使われたほどだった。

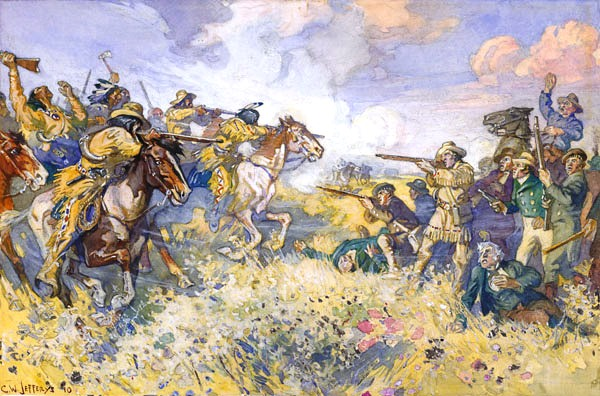
セブン・オークスの戦い

1810年には毛皮動物（特にビーバー）の乱獲が毛皮産業に打撃を与えた。スーセントマリーの交易拠点も米英戦争でのアメリカ軍の攻撃で破壊され、経営危機の北西会社にはさらに深刻な打撃となった。こうした危機により北西会社の競争はさらに激しくなった。
ハドソン湾会社の株主だった第5代セルカーク伯爵トーマス・ダグラスは、他の株主たちを説得してハドソン湾会社の領地（ルパート・ランド）のうち現在のマニトバ州などに当たるレッド川流域の30万平方kmを譲与させ農業植民地を作ろうとしたが、これも北西会社の終末につながった。北西会社や、北西会社で働いていたメティ（スコットランド系やフランス系白人男性とオジブワ、クリーなど先住民女性との間の子孫たち）らはレッドリバー植民地の農地開発に反対し、さらに食糧難に陥ったレッドリバー植民地が発したペミカン輸出禁止宣言で北西会社もメティたちも食糧不足になった。1816年にはハドソン湾会社と北西会社・メティ連合軍との間でセブン・オークスの戦いが起こり、北西会社側は1人の犠牲を出したもののハドソン湾会社側に22人の死者を出す打撃を与えた。これを受けてセルカーク伯爵は北西会社社長ウィリアム・マクギリヴレイや北西会社の所有者ら数人を逮捕しフォート・ウィリアムスの前哨を占領し、裁判でセブン・オークスでの犠牲者に対する責任を追及した。

## ハドソン湾会社への吸収合併
北西会社からは出資者のうち所有権の大きく豊かな者が将来を案じて去り始め、さらに結束を強化する役割を果たしていたサイモン・マクタヴィッシュ時代の縁故主義も腐敗し、会社の経費や士気を損ない始めた。
1820年には北西会社はビーバーの毛皮一枚に価値の等しい通貨を発行していた。しかし会社の存続が怪しくなり、株主たちは毛皮会社同士の敵対をやめるべしというイギリス軍事・植民地大臣 第3代バサースト伯爵ヘンリー・バサーストの命令に従い、犬猿の仲のハドソン湾会社との合併に合意せざるを得なくなった。1821年7月、イギリス領北アメリカにおける毛皮交易の新法を議会で通過させたイギリス政府による更なる圧力の下、ハドソン湾会社との合併合意への調印が行われ、北西会社は40年余りの歴史を閉じた。合併時点で新ハドソン湾会社は北西会社に属していた前哨97ケ所とハドソン湾会社に属していた前哨76ケ所を保有していた。